# Темп мовлення
Темп мовлення — це швидкість потоку зв'язного мовлення. У фонології темп мовлення відносять до одиниць надсегментного рівня (засобів інтонації). Прийнято вважати, що у кожного мовця, так само як і в будь-якої мови чи діалекту є власний середньостатистичний темп мовлення.

## Вимірювання темпу мовлення
Темп мовлення визначається передусім швидкістю артикулювання складів і слів. Саме тому для математичного обчислення темпу мовлення найчастіше послуговуються цими одиницями, причому застосування складів, як свідчить переважна більшість фонетичних досліджень, забезпечує вищу точність вимірювання, ніж слів. Математично темп мовлення виражається кількістю складів, вимовлених за секунду (рідше — кількістю слів за хвилину; є також практика вимірювання темпу середньою тривалістю складів чи слів). Орієнтовний діапазон темпу мовлення людини становить від 2 до 12 скл./сек. 
На слухове сприйняття темпу мовлення впливає не лише швидкість вимовляння тих чи інших одиниць, а й тривалість пауз між ними. Результати окремих експериментально-фонетичних розвідок свідчать про те, що довгі паузи зумовлюють сприйняття швидкого темпу мовлення як нешвидкого. Це призводить до того, що фонетисти окремо вимірюють артикуляційний темп (без урахування тривалості пауз у мовленні) і темп суцільного потоку мовлення (з урахуванням тривалості пауз).

## Темп мовлення у мовах світу
Залежно від ступеня швидкості мовлення, темп поділяють на повільний, помірний (середній) і швидкий. Прийнято вважати, що мови різняться за темпом мовлення їхніх носіїв. Так, за окремими даними, іспанська, французька, італійська, японська — мови швидкого темпу (середньостатистичний темп вищий за 7 скл/сек.). Натомість скандинавські мови вирізняються повільним темпом (середньостатистичний темп — 4 скл./сек. і менше). Результати вивчення темпу мовлення носіїв літературних східнослов’янських мов свідчать, що українці зазвичай розмовляють дещо швидше за білорусів, але трохи повільніше за росіян. За однією з гіпотез, різний темп мовлення в мовах світу пов'язаний явищем неоднакової інформаційної щільності, тобто різним потенціалом мовленнєвих одиниць у мовах світу передавати інформацію за одиницю часу (що вищий потенціал, то нижчий темп, і навпаки). Науковці фіксують також діалектні розбіжності темпу мовлення в різних мовах світу. Наприклад, у російській мові північні діалекти характеризуються швидшим темпом мовлення порівняно з південними. У США фонетисти фіксують тенденцію сповільнення темпу мовлення від північних регіонів до південних. 
Можна простежити також взаємозв'язок темпу мовлення з ритмом мовлення (ізохронією): зокрема, у мовах складового ритму темп мовлення переважно вищий, ніж у мовах акцентного ритму. 
Водночас є припущення, що розбіжності між мовами чи їхніми діалектами за темпом мовлення — це стереотип: мовляв не існує відмінностей між мовами за темпом, адже носії будь-якої мови говорять в надто різному темпі мовлення, а ілюзія про різний темп у мовах світу виникає через сприйняття інтонації, яка в кожній мові дійсно має власні риси, або через особливості артикуляції слів (наприклад, завдяки виразній редукції ненаголошених голосних). 
Соціолінгвістичні студії мають дані щодо розбіжностей чоловічого й жіночого мовлення за ознакою темпу. Втім, в одних фонетичних працях ідеться про швидший темп мовлення в жінок, ніж чоловіків, в інших — у чоловіків, ніж жінок, ще в інших  — про відсутність статистично достовірної різниці. Так само існують дослідження з пошуку кореляцій темпу мовлення і віку мовців, у яких, щоправда, теж не виявлено надійних закономірностей. 

## Темп мовлення в українській мові
Якщо порівнювати різні мови світу, то за даними О. С. Іщенка українська є мовою з помірним темпом: середньостатистичний темп мовлення носія літературної мови — 5,5 скл./сек. За окремими розвідками, неоднаковим є темп мовлення у різних діалектах української мови: діалектоносії південно-західного наріччя вирізняються швидшим темпом мовлення порівняно з іншими. Зокрема, у гуцульському говорі середньостатистичний темп мовлення становить 6,3 скл./сек. (середній діапазон темпу мовлення — від 4,5 до 8,0 скл./сек.), у східній частині слобожанського говору — 5,1 скл./сек. (середній діапазон темпу мовлення — від 2,8 до 7,0 скл./сек.). 
Темп впливає на характер артикуляції звуків у потоці мовлення. Для багатьох мов, зокрема й української, пришвидшення мовлення скорочує вимову голосних звуків, а сповільнення — видовжує голосні; натомість приголосні звуки мають відносно однакову тривалість незалежно від темпу мовлення. Особливістю української мови є те, що скорочення / видовження тривалості голосних унаслідок зміни темпу стосується як наголошених, так і ненаголошених звуків. Інша особливість полягає в тому, що наголошені голосні звуки мають зазвичай довшу тривалість за ненаголошені як у повільному, так і помірному, і швидкому темпі мовлення (середня тривалість наголошених голосних: 120—160 мс у повільному темпі, 100—110 мс у помірному темпі та 60—80 мс у швидкому темпі; середня тривалість ненаголошених голосних: 80—100 мс у повільному темпі, 70 мс у помірному темпі та 50—60 мс у швидкому темпі). На якість вимови звуків темп не позначається: в українській мові наголошені й ненаголошені голосні є звуками повного творення незалежно від темпу (вимовляються в усіх позиціях чітко, тобто без редукції, приглушення, ослаблення). 
Темп визначає вимову не лише звуків, а й одиниць вищого рівня, зокрема речень (фраз). Так, в українській мові розповідні речення характеризуються здебільшого сповільненням темпу в напрямі від початку до кінця. Питальні речення зазвичай вимовляються швидше, ніж розповідні, а найповільнішими є окличні речення, що передають сильні емоції. Речення під час діалогу мають тенденцію вимовлятися швидше, ніж під час монологу. 

## Застосування у практиці мовлення
Темп мовлення регулює сприймання усної інформації (її чутність, розуміння й засвоєння). Найзагальніша закономірність: нешвидкий темп сприяє кращому сприйняттю інформації слухачем, і навпаки, швидкий темп погіршує сприймання слухачем вимовленої мовцем інформації. Експериментально виявлено, що найкраще слухач засвоює інформацію, коли тривалість наголошеного голосного становить 200 мс (виразно повільний темп); при збільшенні темпу, за якого тривалість наголошеного голосного становить 100 мс, засвоєння інформації зменшується до 60%. Ця закономірність найкраще простежується під час вивчення іноземних мов (зокрема в аудіюванні). Відомо й те, що з допомогою нешвидкого темпу краще досягається переконання співбесідника, нав'язування йому думок і подібне.    
З іншого боку, в окремих дослідженнях, навпаки, показано перевагу швидкого мовлення для ефективної комунікації. Наприклад, відповідно до даних Б. Сміта, пришвидшений темп мовця сприймається слухачем як ознака належної компетентності у питаннях, про які він говорить, упевненості у своїх словах.    
За дослідженнями Н. С. Вербич, варіювання темпу є однією з характерних ознак інтонації мовлення. Отже, сприймання усної інформації слухачем залежить не лише від того, в якому темпі її вимовляє мовець, а й від того, чи варіює він темп під час говоріння. Варіація темпу (пришвидшення й сповільнення) на різних частинах фраз увиразнює мовлення, привертає увагу слухача й утримує її. І навпаки, відсутність або невираженість динаміки темпу робить мовлення монотонним, неатрактивним для слухача. Варіація темпу зазвичай співвідноситься з інтонаційно-змістовим членуванням мовлення (актуальним членуванням речення), виражаючи таку закономірність: на інформаційно важливих (ключових) відрізках мовлення темп сповільнюється, а на менш важливих — пришвидшується. Варіація темпу більш властива спонтанному мовленню і менш виражена під час читання.
Темп мовлення також може бути засобом вираження додаткових відтінків значення, що не в змозі передати семантика слів. Наприклад, швидким темпом можна інформувати про активні процеси, події або виражати запізнення, ті чи інші психоемоційні чи фізіологічні стани тощо. І навпаки, нешвидкий темп підходить для повідомлення про мляві процеси, явища і відповідні стани людини. Поступове пришвидшення темпу може мати семантику спонукання. Це, зокрема, простежено під час коментування футбольних матчів (в ситуаціях, коли розгортається гольова атака), агітаційних виступів політиків тощо.  